# Pithyotettix orientalis
Pithyotettix orientalis är en insektsart som beskrevs av Anufriev 1971. Pithyotettix orientalis ingår i släktet Pithyotettix och familjen dvärgstritar. Inga underarter finns listade i Catalogue of Life.